# Chaka Khan
Chaka Khan, kunstnernavnet for Yvette Marie Stevens (født 23. marts 1953 i Chicago), er en amerikansk sanger og sangskriver, der i 1970'erne blev kendt som forgrundsfigur i funkbandet Rufus. Hun skabte sig sideløbende med medlemskabet af gruppen en solokarriere fra slutningen af årtiet, og hun fik en række hits med sange som "I'm Every Woman" og "I Feel for You" samt Rufus-sangen "Tell Me Something Good".

## Tidlige år
Chaka Khan kom til verden i det barske Sydchicago, hvor hun var den ældste i en søskendeflok på fem i en afroamerikansk familie. Flere af hendes familie er eller har været involveret i musik på forskellige måder. Søsteren Yvonne opnåede en vis succes som sanger under navnet Taka Boom, mens broderen Mark var med til at danne funkgruppen The Jamaica Boys, der ligeledes fik en vis succes. Hendes søster Tammy McCrary og hendes mor Sandra Coleman er managere for Chaka Khan. Hun har nævnt sin bedstemor som en vigtig inspiration; bedstemoderen introducerede Khan til jazz, da hun var barn.
Da hun var en stor pige, fik hun øjnene op for R&B, og hun var med til at danne en pigegruppe sammen med blandt andet søsteren Taka (Yvonne). I slutningen af 1960'erne dannede hun og Taka gruppen Shades of Black, og i samme periode sluttede hun sig til De Sorte Pantere, hvor hun blev ven med aktivisten Fred Hampton, og hun var aktiv i sociale aktiviteter for blandt andet forsømte børn. Hun valgte nu at stoppe i gymnasiet, og det var på samme tidspunkt hun tog navnet Chaka Khan, hvoraf første del er forkortelsen for Chaka Adunne Aduffe Hodarhi Karifi, et afrikansk navn hun havde fået på et tidspunkt, hvor hun havde været med i et afroamerikansk teaterprojekt, mens efternavnet stammer fra bassisten Hassan Khan, som hun blev gift med i 1970.
I tiden der fulgte, søgte Chaka Khan at skabe sig et navn som sanger ved at være med i forskellige grupper. Det var dog først, da hun blev kontaktet af en veninde, der foreslog hende at overtage dennes plads som forsanger i gruppen Ask Rufus, der nogle år forinden var dannet af et par medlemmer af gruppen The American Breed, Kevin Murphy og Al Ciner. Snart forkortede gruppen navnet til Rufus og flyttede til Los Angeles, hvor den fik en pladekontrakt med ABC Records. På det tidspunkt var Chaka Khan nitten år.

## Tiden med Rufus
I 1973 udgav Rufus debutalbummet Rufus, der ikke tiltrak sig synderlig opmærksomhed. Det hjalp, da Stevie Wonder involverede sig i gruppen og lod dem indspille sin sang "Tell Me Something Good". Den blev gruppens gennembrud, som nåede en tredjeplads på Billboard Hot 100 og en Grammy. Sangen var med på gruppens andet album, der opnåede platinstatus, hvilket også de følgende fem album gjorde.
Samtidig blev gruppen kendt som et godt liveorkester med Chaka Khan som den store oplevelse med hendes store stemme og avancerede scenebeklædning, der ofte var inspireret af oprindelige amerikaneres stil, og var todelt, så hendes mave var nøgen. Sammen med resten af gruppen virkede Chaka Khan også som producer og sangskriver, og hun spillede i tiden med Rufus undertiden på forskellige instrumenter som el-bas og trommer. Dertil kom brugen af forskellige percussioninstrumenter.
Khan skrev en hel del af gruppens musik, specielt sammen med guitaristen Tony Maiden. Samtidig var der ofte gnidninger mellem Khan og resten af gruppen, især trommeslageren Andre Fischer. Dette gav stor udskiftning i gruppen op gennem 1970'erne, og da Chaka Khan i 1978 skrev en solokontrakt, fortsatte Rufus og udgav i de følgende år tre album uden hende. På grund af hendes fortsatte kontakt og venskab med Tony Maiden var Khan ind imellem med på Rufus-album, og i 1983 medvirkede hun på et live-album, som også omfattede sangen "Ain't Nobody", der blev det sidste hit for Chaka Khan & Rufus.

## Solokarriere
I 1978 havde hun udsendt solodebutalbummet Chaka, der blandt andet indeholdt hittet "I'm Every Woman" og opnåede platinstatus med et salg på over en million eksemplarer. I de følgende år forfulgte hun solokarrieren med lejlighedsvise returneringer til Rufus. De følgende soloalbum kunne ikke helt leve op til debutalbummets salgstal, men solgte dog ganske pænt. I 1982 forsøgte Khan sig med et decideret jazzalbum, Echoes of an Era, og det følgende album, Chaka Khan, indeholdt tilsvarende et jazzmedley, der både indbragte hende en ny Grammy samt beundring fra den etablerede jazzsanger Betty Carter.
Efter det endelige brud med Rufus udsendte Chaka Khan albummet I Feel for You i 1984. Albummets titelnummer var skrevet af Prince og indspillet af ham selv samt blandt andet The Pointer Sisters, og det blev et stort hit for Khan. Det medvirkede stærkt til at skaffe hende endnu en platinplade. Hendes popularitet havde primært eksisteret i USA, men med dette album fik hun et stort gennembrud i Storbritannien. I årene derefter udbyggede hun sin britiske popularitet ved mange koncerter i landet, og hendes følgende album blev ligeledes succesfulde.
I sin solokarriere har Chaka Khan samarbejdet med en række store kunstnere, heriblandt Quincy Jones, Ray Charles, Stevie Wonder, Steve Winwood, Mary J. Blige samt rappere som Melle Mel og Guru.

## Privatliv
Chaka Khan har været gift tre gange og har to børn. Hendes første ægteskab med Hassan Khan varede blot et års tid, og inden hun blev gift anden gang, fik hun datteren Milini. I 1976 giftede hun sig med Richard Holland, med hvem hun fik sønnen Damien. Parret blev skilt i 1980. I 2001 blev hun gift med Doug Rasheed, som hun blev skilt fra igen i 2004. Hun har to børnebørn.
I 2006 blev sønnen Damien anklaget for mord på en ung mand. I den anledning vidnede Chaka Khan til fordel for sin søn, der endte med at blive frikendt.
Hun har gennem mange år kæmpet med et narkotika- og alkoholmisbrug samt vægtproblemer. I begyndelsen af 1990'erne kæmpede hun sig ud af afhængighed af kokain og heroin, mens alkoholen fortsat med mellemrum var et problem for hende, indtil hun i 2005 annoncerede, at hun var tørlagt.
Politisk har hun sunget til både demokratiske og republikanske partikonventer, men hun har erklæret sig som mest tilhænger af Demokraterne. I de senere år har Khan mest boet i London.

## Hæder
Chaka Khan har gennem årene modtaget en lang række priser. Hun har modtaget i alt 10 Grammy-priser, enten solo eller sammen med Rufus. I alt har hun været nomineret til 22 Grammyer. De fleste af disse nomineringer har været inden for R&B, men en enkelt jazznominering er det også blevet til.
Hendes vundne Grammyer er følgende:
- 1975: Bedste R&B vokal (Rufus: "Tell Me Something Good")
- 1984: Bedste R&B performance (Rufus: "Ain't Nobody" fra Stompin' at the Savoy – Live), Bedste vokalarrangement (Kahn og Arif Mardin for "Be Bop Medley" fra Chaka Khan) samt bedste kvindelige R&B vokal (Chaka Khan)
- 1985: Bedste kvindelige R&B vokal ("I Feel for You" fra albummet af samme navn)
- 1991: Bedste R&B performance (Khan og Ray Charles: "I'll Be Good to You" fra Quincy Jones' Back on the Block)
- 1992: Bedste kvindelige R&B vokal (The Woman I Am)
- 2003: Bedste traditionelle R&B vokal (Khan og Funk Brothers: "What's Going On" fra Standing in the Shadows of Motown)
- 2008: Bedste R&B performance (Khan og Mary J. Blige: "Disrespectful" fra Funk This) samt bedste R&B album (Funk This)